# Oliwera Nakowska-Bikowa
Oliwera Nakowska-Bikowa (mac. Оливера Наковска-Бикова; ur. 22 listopada 1974 w Bitoli) – północnomacedońska niepełnosprawna strzelczyni, mistrzyni paraolimpijska. Pierwsza reprezentantka Macedonii Północnej, która zdobyła złoty medal na igrzyskach olimpijskich lub paraolimpijskich.

## Życie prywatne
Nakowska-Bikowa ma niedorozwój kończyn dolnych. Wykształcenie podstawowe i średnie odebrała w rodzinnej Bitoli. Jej mężem jest Złatko Bikow, z którym ma córkę Wiktoriję.

## Kariera
Strzelectwo zaczęła uprawiać w 1997 roku. Do uprawiania tej dyscypliny zachęciły ją występy innego macedońskiego niepełnosprawnego strzelca, Branimira Jowanowskiego (był mistrzem paraolimpijskim w 1992 roku jako niezależny uczestnik).
Na igrzyskach paraolimpijskich debiutowała w 2004 roku, występując w trzech konkurencjach (podobnie jak na kolejnych paraolimpiadach). Odpadła w eliminacjach zawodów mieszanych w pistolecie dowolnym SH1 (26. miejsce) i w pistolecie sportowym SH1 (14. miejsce), dostała się jednak do wąskiego finału w pistolecie pneumatycznym z 10 metrów kobiet, w którym zajęła szóstą lokatę. Podobnie było na igrzyskach w Pekinie – odpadła w eliminacjach tych samych konkurencji (zajmując w obu 15. miejsce), a w pistolecie pneumatycznym kobiet uplasowała się na piątej pozycji. Podczas igrzysk w Londynie (2012) zajęła 17. miejsce w pistolecie z 50 metrów i 12. w pistolecie z 25 metrów (obie konkurencje były mieszane). W pistolecie pneumatycznym kobiet osiągnęła swój najlepszy paraolimpijski wynik – zdobyła złoty medal. W zawodach w Rio de Janeiro (2016) dwukrotnie awansowała do wąskiego finału, osiągając czwarty wynik w mieszanych zawodach w pistolecie z 50 metrów, oraz siódmy wynik w pistolecie pneumatycznym kobiet (ponadto była 14. w pistolecie z 25 metrów). Była także chorążym reprezentacji podczas ceremonii otwarcia igrzysk paraolimpijskich w 2016 roku.
Macedonka jest również medalistką mistrzostw świata. Drużynowo zdobyła srebro w pistolecie pneumatycznym (2002), a indywidualnie w tej samej konkurencji wywalczyła dwa brązowe medale (2014, 2018). Była również mistrzynią Europy.

## Odznaczenia
- Order 8 Września (2022)[17]